# NGC 4966
NGC 4966 (również PGC 45358 lub UGC 8194) – galaktyka spiralna z poprzeczką (SBab), znajdująca się w gwiazdozbiorze Warkocza Bereniki. Odkrył ją William Herschel 13 marca 1785 roku. Jest to galaktyka z aktywnym jądrem typu LINER.